# Коновалова, Людмила Львовна
Людми́ла Льво́вна Конова́лова (род. 17 октября 1984, Москва, СССР) – российская балерина, прима-балерина Венской государственной оперы.
Коновалова получила известность благодаря главным партиям в Русском государственном балете, Берлинском и Венском государственном балете.

## Биография
Людмила Коновалова родилась в Москве. Первые уроки танца она получила в детской балетной школе, руководителем которой был Генадий Ледях (бывший премьер Большого театра).
В 2002 году Коновалова окончила Московскую государственную академию хореографии по классу Е. А. Бобровой.
Балетная карьера Коноваловой началась с работы в Русском государственном балете под руководством Вячеслава Гордеева. Людмиле поручили партию Одетты-Одилии в балете «Лебединое озеро», которую готовил с ней Вячеслав Гордеев, а также прима-балерина Мариинского театра Любовь Кунакова. После дебюта в балете «Лебединое озеро», Коноваловой стали поручать и другие ведущие партии, в том числе Жизель (из одноимённого балета «Жизель»), Китри из балета «Дон Кихот», роль Маши из балета «Щелкунчик». Через год Коновалова стала примой труппы. В «Русском балете» Людмила Коновалова танцевала пять сезонов.
Коронной и последней партией Людмилы Коноваловой, исполненной на сцене «Русского балета», стала Аврора в «Спящей красавице» (2007). После дебютного исполнения Карла Фраччи пригласила Людмилу вместе с её партнёром по спектаклю, Иваном Поповым, для участия в постановке «Спящей красавицы» на сцене Римской оперы, где сама Фраччи исполнила роль феи Карабос.
В 2004 году Коновалова стала третьей на всероссийском Конкурсе артистов балета и хореографов под руководством Юрия Григоровича, а в 2006 году получила специальный приз на конкурсе Сержа Лифаря в Киеве, а также первое место на Международном конкурсе Артистов балета ÖTR-Contest, проходившем в Вене (Австрия). В 2007 году балерина заняла первое место на международном балетном конкурсе Premio Roma (под патронажем Майи Плисецкой); второе место в 2007 году на Международном балетном конкурсе Артистов Балета в Сеуле (KIBC; под патронажем Е.Максимовой).
С 2007 года Коновалова выступала в Берлинской Государственной опере под руководством Владимира Малахова. Первым выходом на сцену Коноваловой стала сольная вариация Феи «Пылких страстей» в Балете «Спящая Красавица», затем последовали сольные партии «Золушки» и «Принцессы Флорины» из того же балета, сольные вариации и дуэты в балетах «Жизель», «Лебединое озеро», «Пахита», «Баядерка», главная партия в балете «Щелкунчик», главная партия в премьере балета Пьера Лакотта «Маркитантка», одна из главных партий в балете Max Bruch Violin Concerto N 1 (в хореографии Кларка Типетта), главная партия в балете «Шехерезада». В конце первого сезона балерина станцевала с Малаховым в балете «Спящая красавица» на Гала-концерте в Киеве, а позднее — этот же балет с Малаховым в Финляндии. После второго сезона Коновалова стала солисткой балета.
В 2010 году директор Венской государственной оперы Манюэль Легри пригласил Людмилу Коновалову в балетную труппу своего театра на положение солистки балета. В 2011 году Коновалова заняла положение прима-балерины. Она исполняет ведущие партии в спектаклях «Vertiginous Trill of Exactitude» Форсайта, «Вариации на тему Гайдна», «Тема с вариациями» Баланчина, «Жизель», «Дон Кихот», «Спящая красавица» (на премьере постановки Питера Райта), партию Ольги в «Евгении Онегине» Джона Крэнко и другие. Педагогом Коноваловой стала бывшая прима-балерина Венской государственной оперы и партнёрша Нуриева, Бригиттэ Штадлер.
В 2011 году Коновалова танцевала в Париже на Гала-концерте в честь Юбилея Майи Плисецкой. В 2012 году Коновалова исполнила главную партию в премьере «Щелкунчика» в постановке Рудольфа Нуриева на сцене Венской государственной оперы. Балет был снят австрийским телевидением (ORF). Вскоре после этого вышел диск с записью постановки.
Коновалова участвовала в международных балетных турах (Европа, Северная и Южная Америка, Азия) в качестве прима-балерины. Она также является приглашенной солисткой в Ballet de l`Opera National de Bordeau, Slovenské Národné Divadlo, Teatro dell´Opera di Roma и Tokyo Ballet.
Большое влияние на творчество Людмилы Коноваловой оказали Андрис Лиепа, Майя Плисецкая и Бригиттэ Штадлер.

## Критика
Австрийские балетные критики Alec Kinnear и Florian Krenstetter высоко оценили работу Коноваловой. Alec Kinnear так охарактеризовал стиль балерины:

Коновалова - энергичная и физически сильная танцовщица с великолепной техникой. Несмотря на почти детское лицо Коноваловой, её танец преисполнен мрачной нетерпеливости, твердости и бесцеремонности
Российский искусствовед Анна Галайда отметила "перфекционизм", с которым Коновалова относится к "поэзии [балетной] классики".

## В искусстве
В 2013 году художник Казанова Соролла (Casanova Sorolla) создал произведение, посвященное Коноваловой. Картина представляет собой полотно размером 1,5х3 метра с последовательностью отпечатков пуант Коноваловой во время исполнения балетной партии.